# Amt Nassau

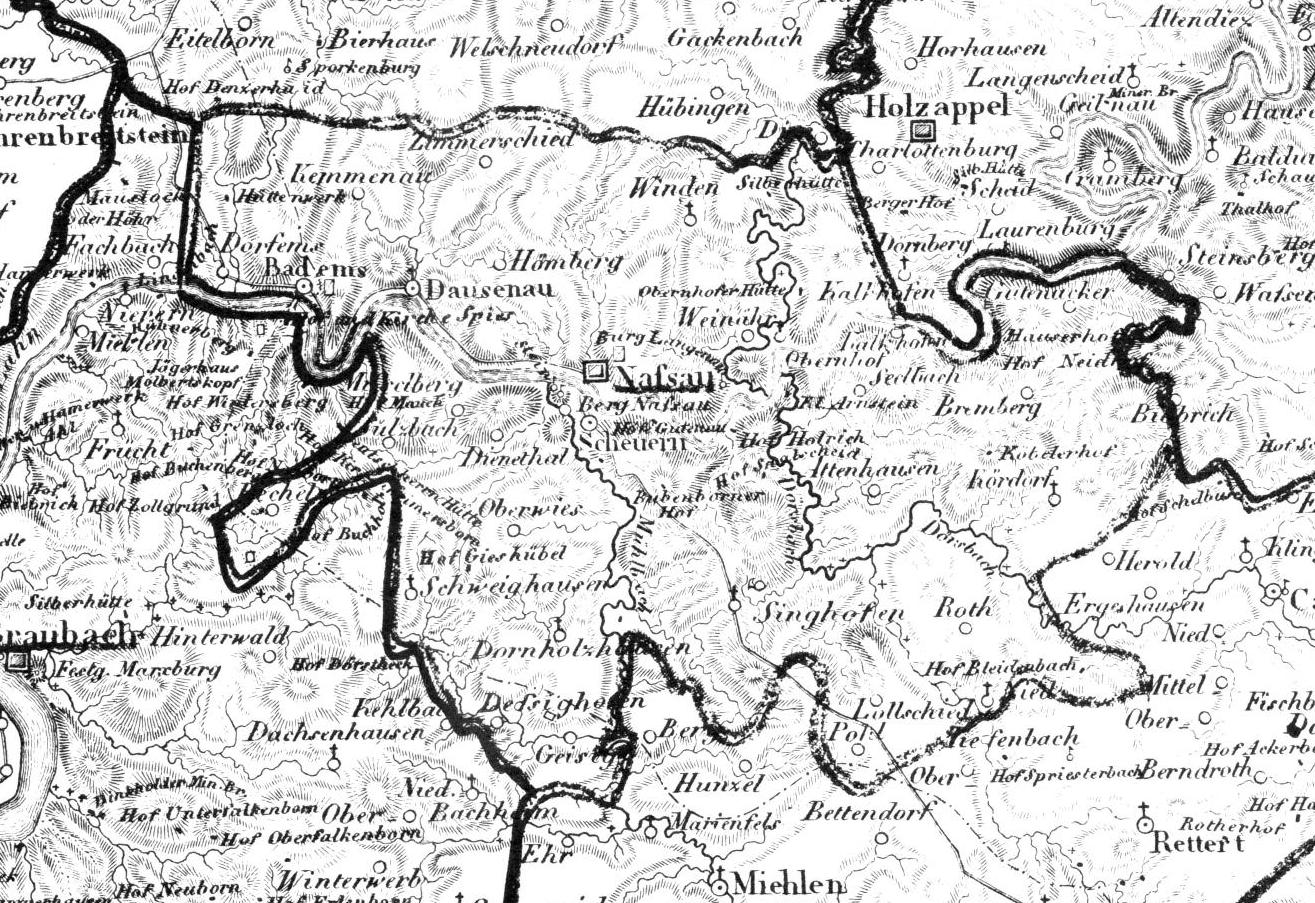
Karte des Amtes Nassau 1828

Das Amt Nassau war von 1775 bis 1806 ein gemeinsames Amt verschiedener Zweige des Hauses Nassau im Heiligen Römischen Reich und ab 1806 bis 1866 ein herzoglich nassauisches Amt mit Sitz in Nassau. Das Amt ging 1867 im Unterlahnkreis auf. Die Ämter hatten neben Verwaltungsaufgaben auch die Niedere Gerichtsbarkeit inne bzw. dienten später als erstinstanzliche Gerichte. An ihrer Spitze stand ein vom jeweiligen Herrscher eingesetzter Amtmann.

## Geschichte

### Heiliges Römisches Reich
Burg und Amt Nassau waren das Kernland des gleichnamigen Adelsgeschlecht. Daher wurde das Amt bei den vielen Teilungen des Hauses Nassau als Gemeinschaft mehrere Zweige des Hauses Nassau geführt. 1255 teilte sich das Haus Nassau in die Ottonische und Walramische Linie. Die Ottonische Hälfte des Amtes blieb als Besitz von Nassau-Dillenburg, ab 1607 Nassau-Diez und ab 1743 als Nassau-Oranien ungeteilt. Die Walramische Linie wurde mehrfach geteilt und wieder vereint. 1559 erhielt Nassau-Idstein und Nassau-Weilburg je die Hälfte der walramischen Hälfte. Das Nassau-Idsteiner Viertel kam 1721 an Nassau-Usingen, das 1781 in Austausch dazu das Nassau-Weilburger Viertel erwarb. Damit war aus dem dreiherrischen Amt ein zweiherrisches geworden.
Nach dem Jahr 1778 bestand das Amt Nassau aus:
- Dem Kirchspiel: Nassau, Hömberg, Scheuern mit zwei Mühlen, Bergnassau, Burg Stein, der untere Hof Gutenau.
- Dem Kirchspiel Dausenau: Dausenau mit vier Oelmühlen und dem Hof Mauch, Ems Dausenauer Seite, Kemmenau Dausenauer Seite, Zimmerschied.
- Dem Kirchspiel Dienethal: Dienethal mit zwei Mühlen, Misselberg, Sulzbach mit zwei Mühlen.
- Dem Kirchspiel Becheln: Becheln.

Infolge der Napoleonischen Kriege und des Reichsdeputationshauptschlusses von 1803 wurde der reichsritterliche Ort Langenau der Herren Marioth mediatisiert und dem Amt Nassau zugeschlagen.

### Herzogtum Nassau
Im Jahr 1806 entstand unter Druck Napoleons der Rheinbund und besiegelte das Ende des Heiligen Römischen Reiches. Nassau-Usingen und Nassau-Weilburg traten dem Rheinbund bei. Im Gegenzug dafür erhielt Friedrich August, der Älteste des Hauses Nassau, den Titel eines souveränen Herzogs von Nassau. Die beiden Herrscher entschieden, die beiden Territorien unter dem gemeinsamen Namen Herzogtum Nassau zusammenzulegen. Dies hatte keine unmittelbaren Auswirkungen auf das Amt Nassau.
Zwischen 1814 und 1815 kommt der private oranische Ort Obernhof sowie durch den Vertrag von 14. Juli 1814 aus dem alten Amt Nassau die Orte Attenhausen, Becheln, Berg, Bremberg, Dessighofen, Dornholzhausen, Ehr, Geisig, Hunzel, Dausenauer Seite von Marienfels, Oberwies, Singhofen und Hof Gieshübel bei Oberwies hinzu.
Nach den Befreiungskriegen wurde Deutschland und damit auch Nassau abermals neu geordnet. Im Wiener Kongress wurden 1816 darüber hinaus umfangreiche Gebietstausche mit Preußen und kleinere mit dem Kurfürstentum Hessen und dem Großherzogtum Hessen vereinbart. Dies machte ein Neuaufteilung der Ämter erforderlich. Dies erfolgte mit der Ibell’sche Verwaltungsreform (1816). Danach war das Amt Nassau eines von 28 Ämtern im Herzogtum Nassau, die am 1. Juli 1816 zum Zwecke der lokalen Verwaltung geschaffen wurden. An der Spitze des Amtes stand als örtlicher Statthalter des Herzogs ein Amtmann. Die mittlere Verwaltungsebene der Regierungen wurde abgeschafft.
Das Amt Nassau bestand nach 1816 bis 1866 aus folgenden Orten:
1. den ehemals gemeinschaftlich Nassau-Usingenschen und Oranischen Orten
  1. welche früher Dreiherrisch waren: Nassau, Becheln, Bergnassau, Dausenau, Dienethal, Hömberg, Misselberg, Oberwies, Scheuern, Sulzbach, Zimmerschied so wie Ems und Kemmenau zur Hälfte;
2. welche früher Vierherrisch waren: Attenhausen, Bremberg, Dessighofen, Dornholzhausen, Geisig, Singhofen;
3. den ehemaligen Orten der Niedergrafschaft Katzenelnbogen:
  1. die derselben stets angehörigen Orte: Lollschied, Niedertiefenbach, Pohl und Roth;
  2. das früher Vierherrische Ort: Kördorf;
  3. der Oranische Ort: Obernhof;
4. der ehemals Hessen-Darmstädtische Ort: Gutenacker;
5. die ehemals gemeinschaftlich Oranischen und Hessen-Darmstädtischen Orte: Bad Ems, sowie Dorf Ems und Kemmenau zur Hälfte;
6. die ehemals Arnsteinischen Orte:
  1. die reichsunmittelbaren Dörfer Seelbach, Schweighausen und Kalkofen links der Lahn;
7. die ehemals unter Trierischer Hoheit stehenden Dörfer: Winden und Weinähr.

Das Amt zählte 10 evangelische Pfarreien, welche zum Decanat Nassau gehörten: Dausenau, Dienethal, Dornholzhausen, Ems, Kördorf, Nassau, Niedertiefenbach, Obernhof, Schweighausen, Singhofen und zwei katholische Pfarreien, welche zum Decanat Montabaur gehörten: Arnstein und Winden.
Der Staats- und Adreß-Handbuch des Herzogthums Nassau 1822/23 gibt folgendes an:
1. Flächen: 46.527 Steuernormalmorgen  (wobei ein Morgen 2500 m² entsprechen), mit 139 Morgen Gebäudestellen, 139 Morgen Gartenland, 15.413 Morgen Ackerland, 3081 Morgen Wiesen, 320 Morgen Weinberge, 3 Morgen Weiher, 12.689 Morgen Hochwald, 12.094 Morgen Niederwald, 908 Morgen Trieschland (abwechselnde 3- bis 5-jährige Acker- und 10- bis 20-jährige Wiesennutzung), Weideplätze etc., 1541 Morgen nicht besteuerte Liegenschaften.
2. Gemeinden: 29 Gemeindebezirke bestehend aus eine Stadt, 3 Flecken, 28 Dörfern und 71 Hőfen und Mühlen.
3. Bevölkerung: 9511 Einwohner in 2313 Familien, davon 7339 evangelisch christliche, 1938 Katholiken, 4 Mennoniten und 230 Juden.
4. Viehstand: 260 Pferde, 64 Esel und Maulesel, 5367 Stück Rindvieh, 6917 Schafe, 1582 Schweine, 487 Ziegen und 423 Bienenstöcke.
5. Einfacher Jahressteuersatz (Steuersimplus, kann auch mehrfach erhoben werden): 5284 fl. 58 kr., nämlich 3615 fl. 20 kr. Grund- und 1176 fl. 59 kr. Gewerbesteuer.
6. Amtsgemeinden:
  1. Nassau, Stadt: 972 Einwohner in 245 Familien; „Stadt und Amtssitz, mit dem Stammschloss des Nassauischen Hauses und der Burg zum Stein, die beiden Höfe Gutenau, eine Mahl-, Loh-, und Oelmühle.“
  2. Attenhausen: 373 Einwohner in 96 Familien; „die 2 Saalscheider-, Gillen- und Pfaffen-Mühle.“
  3. Becheln: 256 Einwohner in 72 Familien; „Zippenheimer Mühle.“
  4. Bergnassau und Scheuern, Flecken: 371 Einwohner in 91 Familien; „der Erbleihweinhof, das Nonnenhöfchen, die zwei Scheurer- und Langenauer-Mühle, Kalkofen und Ziegelhütte.“
  5. Bremberg: 335 Einwohner in 74 Familien; „Reidhoferhof, Häuserhof, die Stockenberger- und zwei Bischoffs-Mühlen.“
  6. Dausenau, Flecken: 537 Einwohner in 150 Familien; „Hof Mauch, fünf Mahl- und eine Lohmühle.“
  7. Dessighofen: 128 Einwohner in 34 Familien; „zwei Mühlen.“
  8. Dienethal: 122 Einwohner in 33 Familien; „die Oel-, Dienethaler- und herrschaftliche Pfaffenmühle.“
  9. Dornholzhausen: 201 Einwohner in 51 Familien; „ein Hof, die Lumpen- und Lochmühle.“
  10. Ems mit Badems und Dorfems, Flecken: 1194 Einwohner in 259 Familien; „der von Thungensche Hof, ein Hüttenwerk, eine Mühle mit Oelgang, zwei Mahl- und eine Oelmühle .“
  11. Geisig: 246 Einwohner in 29 Familien; „Geisiger-, Hartenfelse-, Happes-, oberste u unterste Dick-Mühle.“
  12. Gutenacker: 183 Einwohner in 42 Familien; „Justische Mühle.“
  13. Hömberg: 231 Einwohner in 53 Familien.
  14. Kemmenau: 198 Einwohner in 44 Familien.
  15. Kördorf: 447 Einwohner in 107 Familien; „Köbelerhof, Reifen- und Neuwager-Mühle.“
  16. Lollschied: 223 Einwohner in 50 Familien; „Stammel- und Langenauer-Mühle, Waldschmiede.“
  17. Misselberg: 56 Einwohner in 13 Familien.
  18. Niedertiefenbach: 256 Einwohner in 56 Familien; „Hof Bleidenbach-, Jammerthales-, Mahl- und Oelmühle.“
  19. Obernhof: 283 Einwohner in 62 Familien; „Burg Langenau, Pulvermühle, Obernhofer Hüttenwerk.“
  20. Oberwies: 60 Einwohner in 15 Familien; „Hof Gieshübel.“
  21. Pohl: 183 Einwohner in 46 Familien; „Uhus-Mühle.“
  22. Roth: 209 Einwohner in 43 Familien; „die Neu-, Hansen- und eine Papiermühle.“
  23. Schweighausen: 120 Einwohner in 30 Familien; „Appelsbacher Mühle.“
  24. Seelbach mit Kalkofen: 335 Einwohner in 75 Familien; „Kloster Arnstein, Höfe Holrich und Saalscheid, Klostermühle.“
  25. Singhofen: 894 Einwohner in 214 Familien; „der Bubenborner, Arnsteiner, Saarbrück`sche und von Stein´sche Hof, die Alt- und Neubeckers-, Tanner-, Neumanns-, Neu- und Schulmühle.“
  26. Sulzbach: 137 Einwohner in 35 Familien; „zwei Mühlen.“
  27. Weinähr: 363 Einwohner in 104 Familien; „Hof Eschenau, Weinåhrer Hüttenwerk, Arnsteiner Ober- und Unter-Mühle.“
  28. Winden: 525 Einwohner in 136 Familien.
  29. Zimmerschied: 83 Einwohner in 21 Familien.

Im Jahr 1836 wurde das Amt Nassau wie folgt beschrieben:

„Das Amt Nassau. Von den 66.354 Morgen des Amtes Nassau kommen 202 Morgen auf Gebäudestellen, 205 Morgen auf Gärten, 22.301 Morgen auf das Ackerland, 4.402 Morgen auf die Wiesen, 425 Morgen auf Weinberge, 2 Morgen auf Weiher, 1.113 Morgen auf Dreschland und Waideplätze und 2.248 Morgen auf nicht besteuerte Liegenschaften. In den 1.836 Wohnhäusern leben 11.014 Menschen in 2.617 Familien. Unter den Einwohnern sind 8.344 Evangelische 2.420 Katholiken und 250 Juden.
   Nassau, unter 25° 27' 50" Länge und 50° 18' 50" Breite, an der Lahn, ummauertes Städtchen mit etwa 150 Häusern und 1.080 Einwohnern.
   Bergnassau und Scheuern, Nassau gegenüber, links an der Lahn, Flecken mit dem Stammschloss des nassauischen Hauses und der Burg zum Stein und 440 Einwohnern.
   Ems, Bad Ems und Dorfems das Amasia oder Embasis der Alten, unter 25° 24' Länge und 50° 19' 40" Breite, in früheren Zeiten auch Hembesse dann Eyms genannt, eines der ältesten deutschen Bäder, liegt in engem Thale auf der rechten Seite der Lahn, ist ein Flecken, welcher mehre schöne große Häuser und 1.700 Einwohner hat. Der Ort ist vorzüglich berühmt wegen seiner vielen (17 bis 37° warmen) Quellen.
   Singhofen, 3⁄4 Meilen südsüdöstlich von Nassau, Dorf mit 980 Einwohnern.“

Der Staats- und Adreß-Handbuch des Herzogthums Nassau. 1847 gibt folgendes an:
1. Flächengehalt: 66.364 Steuernormalmorgen, nämlich: 202 M. Gebäudestellen, 205 M. Gartenland, 22.301 M. Ackerland, 4402 M. Wiesen, 425 M. Weinberge, 2 M. Weiher, 35.456 M. Waldungen, 1113 M. Trieschland und Weideplätze etic., 2248 M. nicht besteuerte Liegenschaften.
2. Politische Eintheilung: 29 Gemeindebezirke, bestehend aus einer Stadt, drei Flecken und 28 Ortſchaften, mit sieben Höfen und einzelnen Wohnhäusern, 47 Mühlen, vier Hütten- und Hammerwerken.
3. Bevölkerung: 3034 Familien in 2093 Wohnhäusern und 12.855 Einwohner, nämlich 9598 evangelidch-chriftliche, 2947 Katholiken und 310 Juden.
4. Viehbestand: 32 Pferde, 119 Esel und Maulesel, 6036 Stück Rindvieh, 5241 Schafe, 2877 Schweine, 961 Ziegen und 345 Bienenstöcke.
5. Gewerbe: 48 Bäcker, 11 Bader, 4 Badewirthe, 3 Bergwerke, 9 Bierbrauer, 5 Blechschmiede, 26 Branntweinbrenner, 5 Buchbinder, ein Buchdrucker, 2 Buchhändler, 11 Drechsler, ein Essigsieder, ein Fischer, 10 Glaser, 44 Grobschmiede, 1502 Gutsbesitzer, 2 Häfner, ein Instrumentenmacher, 3 Kappenmacher, ein Klein- und Großhändler, 93 Kleinkrämer, eine Knochenmühle, ein Konditor, 4 Korbmacher, 3 Kupfer- und Silberschmelzhütten, ein Kupferſchmied, 23 Küfer, 63 Leinen- und Damastweber, 3 Lohgerber, eine Lithographie, 2 Makler, 51 Mahlmühlen, 56 Maurer, 41 Metzger, ein Mühlarzt, 5 Musikanten, 5 Nagelschmiede, 19 Oelmühlen, 47 Pferdeverleiher und Hauderer, ein Potaschesieder, eine Pulvermühle, zwei Putzmacherinnen, 6 Sattler, 5 Schieferdecker, 5 Schiffer, 12 Schlosser, 69 Schneider, 4 Schön- und Blaufärber, 3 Schornsteinfeger, 55 Schreiner, 67 Schuhmacher, zwei Seifensieder und Lichterzieher, 4 Spediteure, 6 Steinhauer, 8 Strohdecker, 4 Strumpf- und Kappenweber, 510 Taglöhner, 4 Tapezierer, 19 Tüncher und Weißbinder, 20 Wagner, 2 Wappenschmiede, 9 Weingutsbesitzer, 113 Wirthe, 20 Zimmerleute etc.
6. Betrag eines Steuersimplums: 8196 fl. 5 kr., nämlich 4296 fl. 39 kr. Grund-, 1068 fl. 40 kr. Gebäude- und 2830 fl. 16 kr. Gewerbesteuer.
7. Amtmann: Geheimer-Regierungsrath Arnold von Sachs.

Nach der Märzrevolution 1848 wurde die Verwaltung neu geordnet. Mit Gesetz vom 4. April 1849 wurden in Nassau Verwaltung und Rechtsprechung auf unterer Ebene getrennt. Die Reform trat zum 1. Juli 1849 in Kraft. Für die Verwaltung wurden 10 Kreisämter gebildet, die Ämter als Justizämter (also Gerichte der ersten Instanz) weitergeführt. Die Verwaltungsaufgaben des Amtes Nassau wurden vom Kreisamt Nassau wahrgenommen, die Rechtsprechung vom Justizamt Nassau. Die Reform wurde jedoch bereits am 1. Oktober 1854 wieder rückgängig gemacht, die Kreise wieder abgeschafft und die vorigen Ämter wiederhergestellt.
Kurz vor der Annektierung durch Preußen gibt des Staats- und Adreß-Handbuch des Herzogthums Nassau. 1866 folgendes an:
1. Flächengehalt: 59.154 Morgen, nämlich: 312 M. Gebäudestellen, 311 M. Gartenland, 21.993 M. Ackerland, 4090 M. Wiefen, 236 M. Weinberge, 28,629 M. Waldungen, 714 M. Trieschland und Weideplätze etc., 2864 M. nicht besteuerte: Liegenschaften.
2. Politische Eintheilung: 29 Gemeindebezirke, bestehend aus zwei Städten, zwei Flecken und 28 Ortschaften, mit 7 Höfen und einzelnen Wohnhäusern, 66 Mühlen, 4 Hütten und Hammerwerken; 11 Blei-, Silber- und Kupfererz, 13 Dachschiefer-und 2 Eisensteingruben.
3. Bevölkerung, nach der Zählung am Schlüsse des Jahres 1865: 3782 Familien in 2337 Wohnhäusern, und 15.307 Einwohner, nämlich: 10.709 evangelisch-christliche, 4238 Katholiken und 260 Juden.
4. Viehstand: 464 Pferde, 100 Esel und Maulesel, 5289 Stück Rindvieh, 4525 Schafe, 1356 Schweine, 1341 Ziegen und 424 Vienenstöcke.
5. Gewerbe: 14 Bader, 8 Badewirthe, 51 Bäcker, 51 Bäder, zwei Bankiers, 5 Bierbrauer, 10 Blechschmiede, 17 Branntweinbrenner, 4 Buchbinder, 2 Buchdrucker, zwei Buchhändler, ein Büchsenmacher, 7 Drechsler, ein Essigsieder, 3 Fabriken und Manufacturen, 6 Gärtner, 9 Glaser, 2 Gold- und Silberarbeiter, ein Graveur, 52 Grobschmiede, 1578 Gutsbesitzer, 7 Holz- und Kohlenhändler, ein Instrumentenmacher, zwei Kalkbrenner, zwei Kammmacher, 16 Klein- und Großhändler, 111 Kleinkrämer, zwei Knochenmühlen, ein Köhler, 6 Konditoren, 3 Korbmacher, zwei Kupfer- und Silberschinelzhütten, zwei Kupferschmiede, 7 Küfer, 2 Lederhändler, 20 Leinen- und Damastweber, 2 Lithographen, ein Lohgerber, 54 Mahlmüller, ein Makler, 121 Maurer, ein Mehlhändler, 41 Metzger, 8 Mühlärzte, ein Musikalienhändler, 11 Musikanten, 16 Nagelschmiede, 17 oelmüller, ein Orgelbauer, ein Papiermüller, 69 Pferdeverleiher- und Hauderer, zwei Pflasterer, 7 Putzmacherinnen, 9 Sattler, 7 Schieferdecker, 4 Schiffer, 15 Schlosser, 67 Schneider, eine Schneidmühle, 3 Schön- und Blaufärber, 3 Schornsteinfeger, 54 Schreiner, 83 Schuhmacher, ein Seifensieber und Lichterzieher, ein Seiler, ein Spediteur, 5 Steinhauer, 8 Strohdecker, 638 Taglöhner, 8 Tapezierer, 23 Tüncher und Weißbinder, zwei Uhrmacher, zwei Vergolder und Decoraionsmaler, 27 Wagner, 1 Wappenschmied, 145 Wirthe, 4 Ziegelbrenner, 25 Zimmerleute etc.
6. Betrag eines Steuersimplums: 17.495 fl. 26 kr., nämlich: 5438 fl. 44 kr. Grund- und Gebäudesteuer und 12.056 fl. 42 kr. Gewerbesteuer.
7. Amtmann: Geheimer Regierungsrath Ernst Heinrich Wolf.
8. Amtsortschaften:

| Amtsgemeinde | Fam- ilien | Ein- wohner |
| --- | ---------- | ----------- |
| 1. Nassau, Stadt- und Amtssitz, die beiden Höfe Gutenau, eine Mühle, ein Reckhammer, eine Badeanstalt, ein Mineralbrunnen.                                                   | 341        | 1397        |
| 2. Attenhausen, drei Mahlmühlen und eine Oelmühle. | 131        | 530         |
| 3. Becheln, eine Mahlmühle. | 94         | 346         |
| 4. Bergnassau und Scheuern, Flecken, mit dem Stammschloss des Nassauischen Hauses und der Burg zum Stein, 3 Mahl- und 2 Oelmühlen, eine Glanzgarnfabrik, ein Mineralbrunnen. | 120        | 469         |
| 5. Bremberg, der Neidhof, der Häuserhof, 2 Mahlmühlen und eine Oelmühle. | 87         | 364         |
| 6. Dausenau, Flecken, Hof Mauch, 5 Mahlmühlen. | 191        | 763         |
| 7. Dessighofen, 2 Mahlmühlen, eine Oelmühle. | 43         | 139         |
| 8. Dienethal, 2 Mahlmühlen und eine Oelmühle. | 42         | 174         |
| 9. Dornholzhausen, 2 Mahlmühlen. | 62         | 236         |
| 10. Ems, Stadt, Mineralquellen, Badeanstalten, ein Hüttenwerk, vier Mahl- und Schneidmühlen.                                                                                 | 931        | 3946        |
| 11. Geisig, fünf Mahlmühlen. | 75         | 328         |
| 12. Gutenacker, eine Mahlmühle. | 78         | 294         |
| 13. Hömberg. | 98         | 442         |
| 14. Kemmenau. | 77         | 325         |
| 15. Kördorf, der Köhlerhof, zwei Mahlmühlen und eine Oelmühle. | 142        | 545         |
| 16. Lollschied, zwei Mahlmühlen und eine Papiermühle. | 68         | 239         |
| 17. Misselberg. | 20         | 74          |
| 18. Niedertiefenbach, Hof Bleidenbach, zwei Mahlmühlen und eine Oelmühle. | 75         | 300         |
| 19. Obernhof, Burg Langenau, eine Mahlmühle, eine Knochen- und eine Oelmühle, ein Hüttenwerk.                                                                                | 76         | 337         |
| 20. Oberwies, Hof Gieshübel. | 25         | 112         |
| 21. Pohl, eine Mahlmühle. | 65         | 266         |
| 22. Roth, zwei Mahlmühlen. | 70         | 280         |
| 23. Schweighausen, eine Mahlmühle. | 45         | 169         |
| 24. Seelbach und Kalkofen, Kloster Arnstein, Höfe Holrich und Saalscheid, eine Mahl- und eine Braunsteinmühle.                                                               | 109        | 483         |
| 25. Singhofen, Hof Bubenborn, 6 Mahlmühlen und eine Oelmühle. | 280        | 1004        |
| 26. Sulzbach, zwei Mahlmühlen. | 55         | 231         |
| 27. Weinähr, Hof Eschenau, zwei Mahlmühlen, ein Hüttenwerk. | 134        | 507         |
| 28. Winden. | 218        | 895         |
| 29. Zimmerschied. | 30         | 112         |

### Preußen
Mit der Annexion Nassaus infolge des Deutschen Krieges durch Preußen wurden auch die Ämter in ihrer alten Form aufgelöst und durch Kreise ersetzt. Das Amt Nassau bildete 1867 gemeinsam mit den Ämtern Diez, Limburg und Nastätten den Unterlahnkreis. Erst im Rahmen dieser Neuordnung wurden Verwaltung und Rechtsprechung getrennt. Für die Rechtsprechung in erster Instanz, die bisher durch das Amt vorgenommen wurde, wurde, zunächst die richterlichen Beamte in den Ämtern zuständig und zum 1. September 1867 das Amtsgericht Nassau gebildet.
Aber auch nach der Kreisgründung bleibt die bisherige Amtsstruktur erhalten. Die Königliche Verordnung vom 22. Februar 1867 regelte, dass „die Amtsbezirke als engere Verwaltungsbezirke in ihrer bisherigen Begrenzung bestehen“ bleiben. Die ehemaligen Ämter bilden die Bezirke des Kreises. Gemäß § 13 der Kreisverfassung entsendeten die Bezirke, also die ehemaligen Ämter, jeweils sechs Vertreter in den neuen Kreistag. Der Amtmann hatte die Aufsicht über die Ortspolizei und Organ des Landrates.
Mit der Verwaltungsreform von 1885/1886 gehörten die Amtsstrukturen endgültig der Vergangenheit an.

## Amtmänner
- Simon Moritz von Bethmann, 1715–1725
- Carl Friedrich Ernst von Jossa, 1764–1773

### Herzogtum Nassau
- Georg Daniel Raht (1811, 1813)
- Georg Christian Sandberger 1816
- Carl Koch 1816–1822
- Georg Christian Sandberger 1822–1832
- Cäsar Gies(s)e 1832–1835
- Arnold von Sachs 1835–1848
- Christian Friedrich Magdeburg 1854–1860
- Ernst Heinrich Wolf(s) 1860–1867
- Johann Karl Friedrich Othmar Schlosser (1867)1868–1886